# Dennenmycena
De dennenmycena (Mycena metata) is schimme uit de familie Mycenaceae. Deze saprotrofe soort leeft het liefst in bemoste bosgebieden. Het leefgebied omvat duidelijke locaties onder naald- en loofbomen. Het vruchtlichaam groeit in grote aantallen op naaldbedden, zoals die van de spar (Picea) en is aan bederf onderhevig. Andere voedingsbodems kunnen andere plantenresten zijn, vooral die van coniferen (kegels) en mest. De vruchtlichamen zijn te vinden van de zomer tot de late herfst. 

## Kenmerken

### Uiterlijke kenmerken
Hoed
De hoed is 1,0 tot 2,2 cm breed, smal tot breed kegelvormig, doorschijnend gestreept en licht gewelfd, een groef loopt door tot in het midden van de hoed. Het is hygrofaan. Het midden is te omschrijven als knoopachtig en duidelijk puntig. Mogelijke kleuren zijn wit en beige tot mat bruin. Hoedoppervlak en rand zijn glad en droog. 
Lamellen
De lamellen zijn smal, dun, mat wit tot beige en deels roze.
Steel
De fragiele steel is ongeveer 4,0 tot 8,0 cm lang en 0,10 tot 0,25 cm dik. De steel is hol. De textuur is fluweelachtig. De basis van de steel is bedekt met lange, witte fibrillen, hun kleur is vergelijkbaar met die van de hoed en wordt lichter naar boven toe. 
Vlees
Het vlees is zacht en sponsachtig en lijkt glazig als je ernaar kijkt.
Smaak
Deze paddenstoelensoort is niet eetbaar
Sporenprint
De sporenprint is witachtig.

### Microscopische kenmerken
De sporen zijn 7-9,5 × 3,5-4,5 µm groot en hyaliene. Hun oppervlak is glad en de vorm is in grote lijnen ellipsvormig. Ze vertonen amyloïditeit. De basidia zijn 2 of 4 sporig. De dunwandige cheilocystidia zijn knots- of spoelvormig.

## Verspreiding
De dennenmycena komt vooral voor in Europa. Hij wordt ook aangetroffen in Noord-Amerika, Groenland, Australië en Nieuw-Zeeland. De frequentie is hoog te noemen en het continentale verspreidingsgebied is groot. In Nederland komt hij algemeen voor. Hij staat niet op de rode lijst en is niet bedreigd.